# Wielkopolskie Centrum Onkologii
Wielkopolskie Centrum Onkologii (WCO) – Samodzielny Publiczny Zakład Opieki Zdrowotnej: szpital wraz z zespołem poradni i pracowni specjalistycznych, specjalizujący się w wykrywaniu i leczeniu nowotworów. Znajduje się w Poznaniu przy ul. Garbary 15.

## Historia

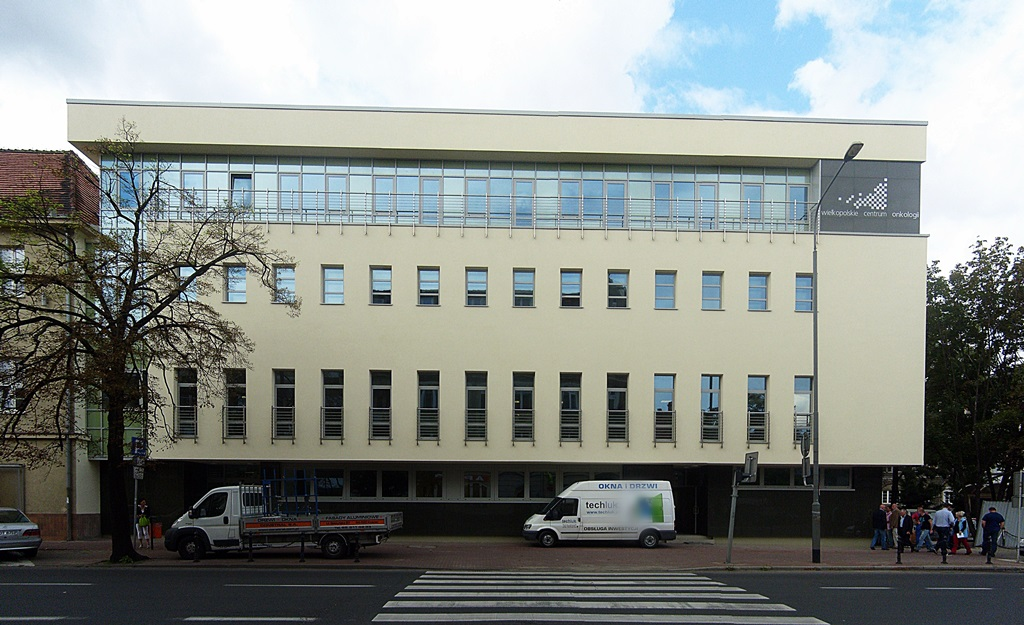
Jedno ze skrzydeł budynku wybudowane w wyniku rozbudowy szpitala wzdłuż ulicy Garbary.

Szpital powstał w budynku Szpitala Ubezpieczalni Społecznej w Poznaniu w marcu 1952. Od 1975 do 1988, a także w latach 1999-2006 oraz od 2011 roku następowała rozbudowa szpitala. Budynek powiększał się o skrzydło południowe, zachodnie, Blok Operacyjny, Ogród Zimowy. Wyremontowany został także kantor Cegielskiego.
W 2014 otwarty został Ośrodek Radioterapii w Kaliszu. W 2021 rozpocznie się budowa sześciokondygnacyjnego budynku ambulatoryjnego od strony ul. Strzeleckiej, który będzie mieć powierzchnię 6800 m². Pomieści trzy sale chirurgiczne, czterdzieści stanowisk do dziennej chemioterapii oraz salę konferencyjną. Na dachu umieszczony zostanie zielony taras.

## Nazwy
Obiekt nosił następujące nazwy:
- od 1953 – Wojewódzki Ośrodek Onkologiczny w Poznaniu,
- od 1968 – Wojewódzki Szpital Onkologiczny im. Marii Skłodowskiej-Curie,
- od 1975 – Specjalistyczny Onkologiczny Zespół Opieki Zdrowotnej (SOZOZ),
- od 1990 – Wielkopolskie Centrum Onkologii im. Marii Skłodowskiej-Curie.

## Zakres leczenia
W szpitalu wykonywane zabiegi i leczenie z zakresu:
- radioterapii,
- tomoterapii,
- brachyterapii,
- implantów stałych,
- chirurgii onkologicznej,
- chemioterapii,
- diagnostyki obrazowej,
- medycyny nuklearnej,
- hipertermii onkologicznej.

## Poradnie specjalistyczne[6]
- Poradnia Chirurgii Onkologicznej
- Poradnia Onkologiczna i Radioterapii
- Poradnia Ginekologii Onkologicznej
- Poradnia Chemioterapii
- Poradnia Chorób Piersi
- Poradnia Genetyki Onkologicznej
- Poradnia Immunologiczna
- Poradnia Onkologii Laryngologicznej
- Poradnia Opieki Paliatywnej i Leczenia Bólu
- Poradnia Zakładowa

## Oddziały szpitalne

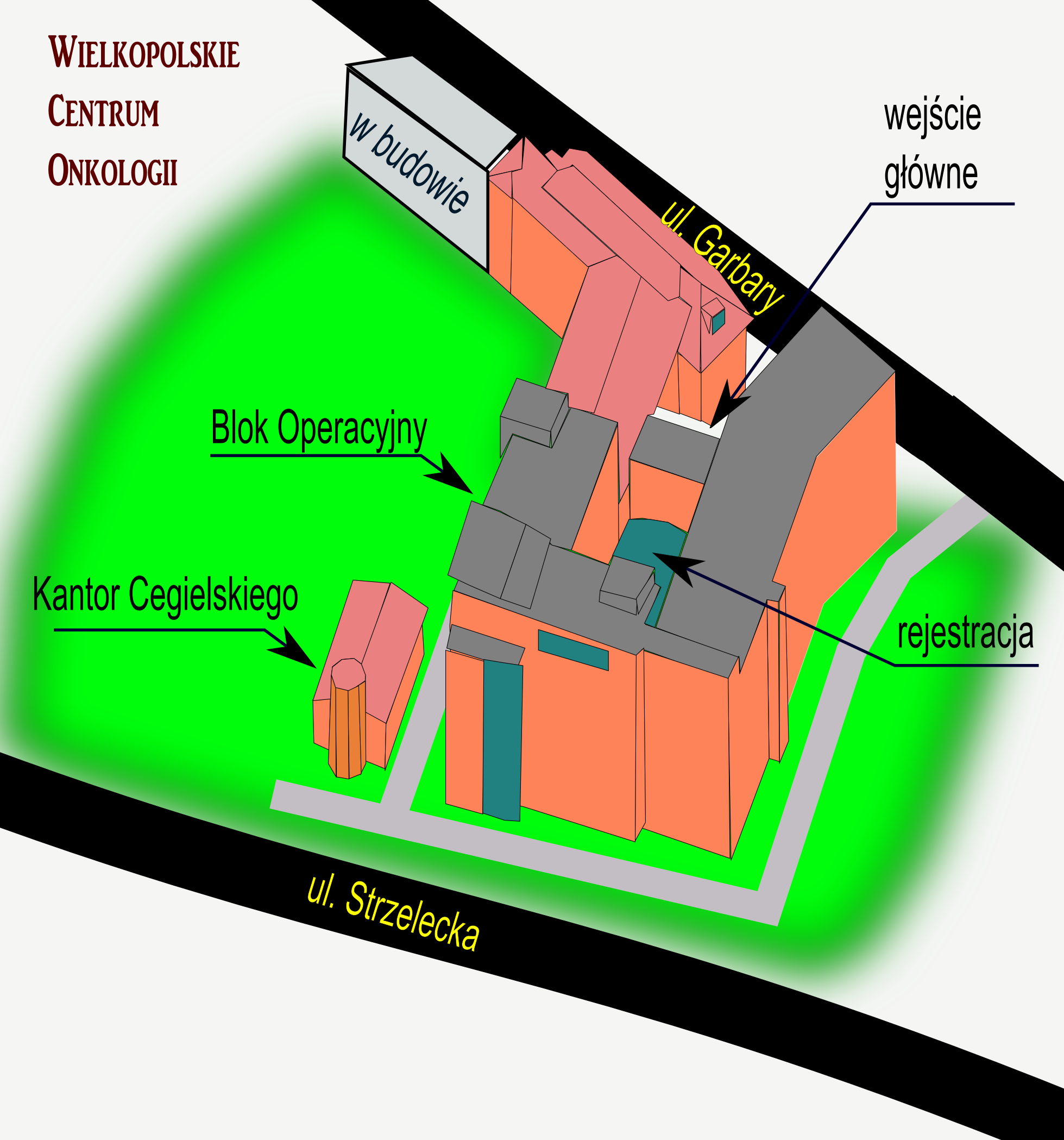
Widok od ul. Strzeleckiej

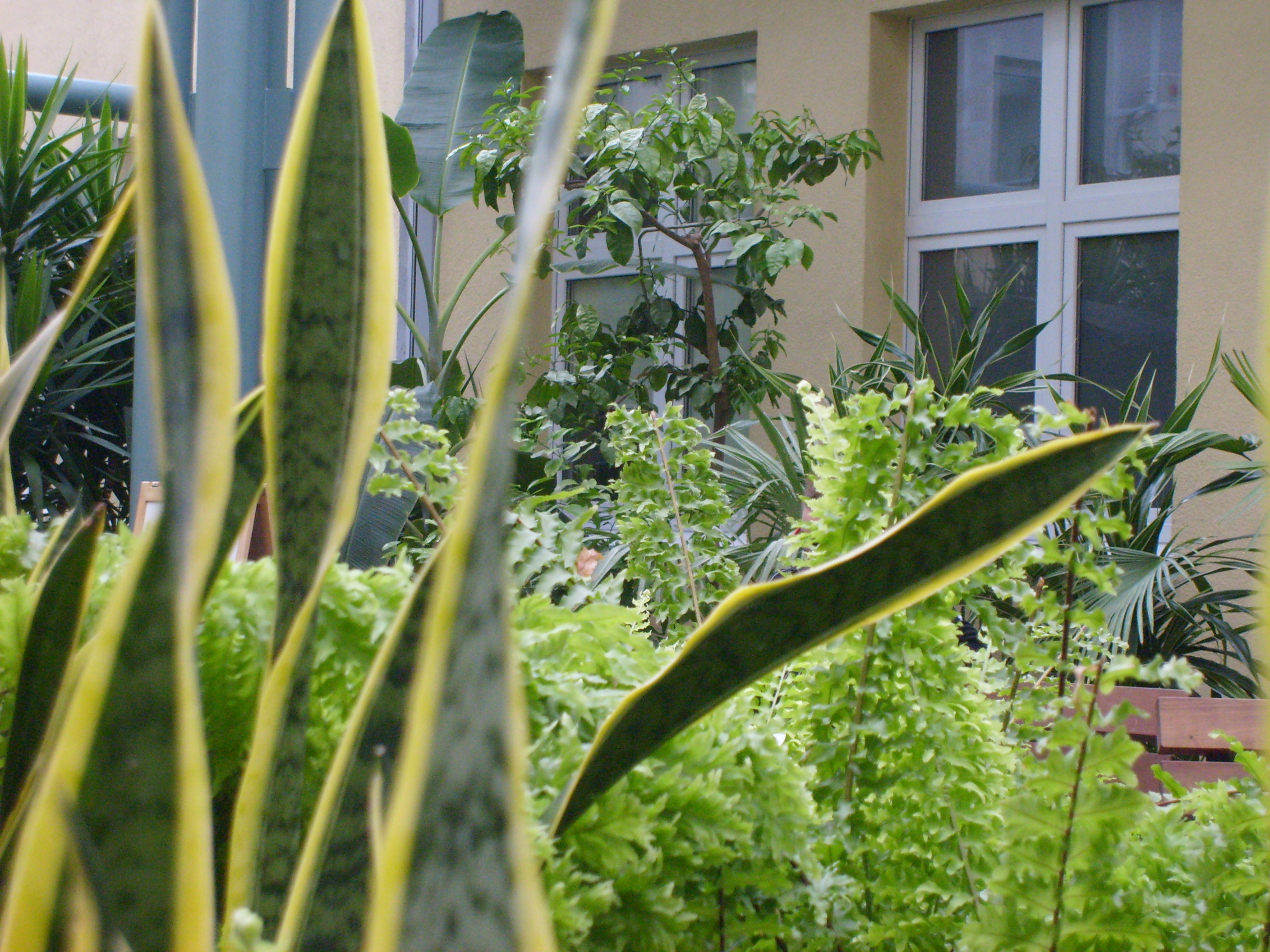
Ogród zimowy

Szpital posiada 10 oddziałów, z czego część posiada pododdziały Jednego Dnia (np. Chirurgia Jednego Dnia):
- Oddział Chirurgii Onkologicznej Chorób Piersi z Izbą Przyjęć
- Oddział Chirurgii Onkologicznej Chorób Przewodu Pokarmowego z Izbą Przyjęć
- Oddział Diagnostyczno-Operacyjny Jednodniowy
- Oddział Radioterapii Onkologicznej I z Izbą Przyjęć
- Oddział Radioterapii Onkologicznej II z Izbą Przyjęć
- Oddział Radioterapii Onkologicznej III z Izbą Przyjęć
- Oddział Anestezjologii i Intensywnej Terapii
- Oddział Chemioterapii z Izbą Przyjęć
- Oddział Radioterapii i Onkologii Ginekologicznej z Izbą Przyjęć
- Oddział Ginekologii Operacyjnej, Onkologicznej i Endoskopowej
- Oddział Chirurgii Głowy i Szyi i Onkologii Laryngologicznej z Izbą Przyjęć

W szpitalu znajduje się także Blok Operacyjny.

## Dyrektorzy
| Od   | Do   | Dyrektor                     |
| ---- | ---- | ---------------------------- |
| 1953 | 1975 | dr n med. Stefan Skowroński  |
| 1975 | 1989 | dr n med. Cezary Ramlau      |
| 1989 | 1995 | dr n med. Aleksander Górny   |
| 1995 |      | prof. dr hab. Julian Malicki |